# Allophylus torrei
Allophylus torrei là một loài thực vật có hoa trong họ Bồ hòn. Loài này được Exell & Mendonça mô tả khoa học đầu tiên năm 1973.